# Nova Mokošica
Nova Mokošica – wieś w Chorwacji, w żupanii dubrownicko-neretwiańskiej, w mieście Dubrownik. W 2011 roku liczyła 6016 mieszkańców.
Leży na północnym brzegu zatoki Rijeka dubrovačka, około 7 km na północ od centrum Dubrownika. Powstała na początku XX wieku z powodu braku gruntów pod zabudowę mieszkalną w samym Dubrowniku. Podczas wojny o niepodległość Chorwacji była okupowana przez armię jugosłowiańską, oddziały czarnogórskie i czetników. W 2001 roku została wydzielona z miasta Dubrownik jako odrębna miejscowość.